# ゼア・フォー・トゥモロー
ゼア・フォー・トゥモロー(There for Tomorrow)とは、アメリカ合衆国フロリダ州オーランドにて結成されたロックバンド。ジミー・イート・ワールド、ブリンク 182、サード・アイ・ブラインド、ザ・ハイヴス等のエモ色の強いバンドから影響を受けている。2014年の12月の19、20日のライブをもって解散することになったことをフェイスブックページにて公表している。

## 現在のメンバー
- マイカ・マイレー/Maika Maile - (ヴォーカル・ギター)

　※本人によれば名前の発音は「My-cuh My-lay」
- クリスチャン・クライマー/Christian Climer - (ギター)
- ジェイ・エンリケ/Jay Enriquez - (ベース)
- クリス・カムラダ/Chris Kamrada - (ドラム)

## 略歴
- 2003年、フロリダ州オーランドにて結成。このときメンバーは全員高校生だった。
- 2008年、EP「There For Tomorrow」をリリースし、Top Heatseekersにて16位を記録。日本国内盤がKICK ROCK MUSICから発売されている。
- 2009年6月9日に1stアルバム『A Little Faster』をリリースし、全米アルバムチャートにて初登場181位を記録した。また前作同様、日本国内盤がKICK ROCK MUSICから発売されている。
- 2011年6月28日、2ndアルバム『The Verge』をリリース。

### AFTRHRとしての活動
- 2014年11月19日に公式発表されたバンド解散から1年後、マイレーとカムラダはフリーランスの作曲家であるセバスチャン・メッガーと契約してAFTRHRと呼ばれるデュエットバンドを結成した。
- 2015年のクリスマスイヴにニューシングル『So Divine』をリリースし、その5ヶ月後には2ndシングル『Perfect』をリリースしました。2017年1月13日、彼らの3枚目となるシングル『Walking on Air』がリリースされました。これら3つの曲にはEP『Nightscape』で取り入れられた曲調の変化を受け継いでいる。
- 2019年4月10日に新たにEP『Closing In』をリリースした。このEPには同曲他『All Night』『Drifting』『Don't Give A』『Blooms』の計5曲が収録されている。

## ディスコグラフィー

### アルバム
| 発売日        | アルバムのタイトル | 販売レーベル     | Billboard 200 | Top Heatseeker |
| 2009年6月9日  | A Little Faster    | Hopeless Records | 181           | 9              |
| 2011年6月28日 | The Verge          | Hopeless Records | -             | 14             |

### EP
- Pages (2007)
- There for Tomorrow (2008)